# Les Pineaux
Les Pineaux (Lés Pinots en poitevin) est une commune française située dans le département de la Vendée en région Pays de la Loire.

## Géographie
Le territoire municipal des Pineaux s'étend sur 1 734 hectares. L'altitude moyenne de la commune est de 56 mètres, avec des niveaux fluctuant entre 18 et 84 mètres,.
| Thorigny        |                     | Bournezeau    |
|                 | Pineaux             |               |
| Château-Guibert | Moutiers-sur-le-Lay | Sainte-Pexine |

### Climat
Pour des articles plus généraux, voir Climat des Pays de la Loire et Climat de la Vendée.
En 2010, le climat de la commune est de type climat océanique franc, selon une étude du CNRS s'appuyant sur une série de données couvrant la période 1971-2000. En 2020, Météo-France publie une typologie des climats de la France métropolitaine dans laquelle la commune est exposée à un climat océanique et est dans la région climatique  Bretagne orientale et méridionale, Pays nantais, Vendée, caractérisée par une faible pluviométrie en été et une bonne insolation. 
Pour la période 1971-2000, la température annuelle moyenne est de 12,2 °C, avec une amplitude thermique annuelle de 13,9 °C. Le cumul annuel moyen de précipitations est de 809 mm, avec 12,3 jours de précipitations en janvier et 6,3 jours en juillet. Pour la période 1991-2020, la température moyenne annuelle observée sur la station météorologique de Météo-France la plus proche, « Sainte Gemme la Plaine_sapc », sur la commune de Sainte-Gemme-la-Plaine à 13 km à vol d'oiseau, est de 13,0 °C et le cumul annuel moyen de précipitations est de 809,1 mm,. Pour l'avenir, les paramètres climatiques de la commune estimés pour 2050 selon différents scénarios d'émission de gaz à effet de serre sont consultables sur un site dédié publié par Météo-France en novembre 2022.

## Urbanisme

### Typologie
Au 1er janvier 2024, Les Pineaux est catégorisée commune rurale à habitat dispersé, selon la nouvelle grille communale de densité à sept niveaux définie par l'Insee en 2022.
Elle est située hors unité urbaine. Par ailleurs la commune fait partie de l'aire d'attraction de La Roche-sur-Yon, dont elle est une commune de la couronne,. Cette aire, qui regroupe 45 communes, est catégorisée dans les aires de 50 000 à moins de 200 000 habitants,.

### Occupation des sols
L'occupation des sols de la commune, telle qu'elle ressort de la base de données européenne d’occupation biophysique des sols Corine Land Cover (CLC), est marquée par l'importance des territoires agricoles (93,5 % en 2018), une proportion sensiblement équivalente à celle de 1990 (93,2 %). La répartition détaillée en 2018 est la suivante : 
terres arables (67,7 %), zones agricoles hétérogènes (15,3 %), prairies (10,6 %), milieux à végétation arbustive et/ou herbacée (3 %), zones urbanisées (2 %), forêts (1,5 %). L'évolution de l’occupation des sols de la commune et de ses infrastructures peut être observée sur les différentes représentations cartographiques du territoire : la carte de Cassini (XVIIIe siècle), la carte d'état-major (1820-1866) et les cartes ou photos aériennes de l'IGN pour la période actuelle (1950 à aujourd'hui).

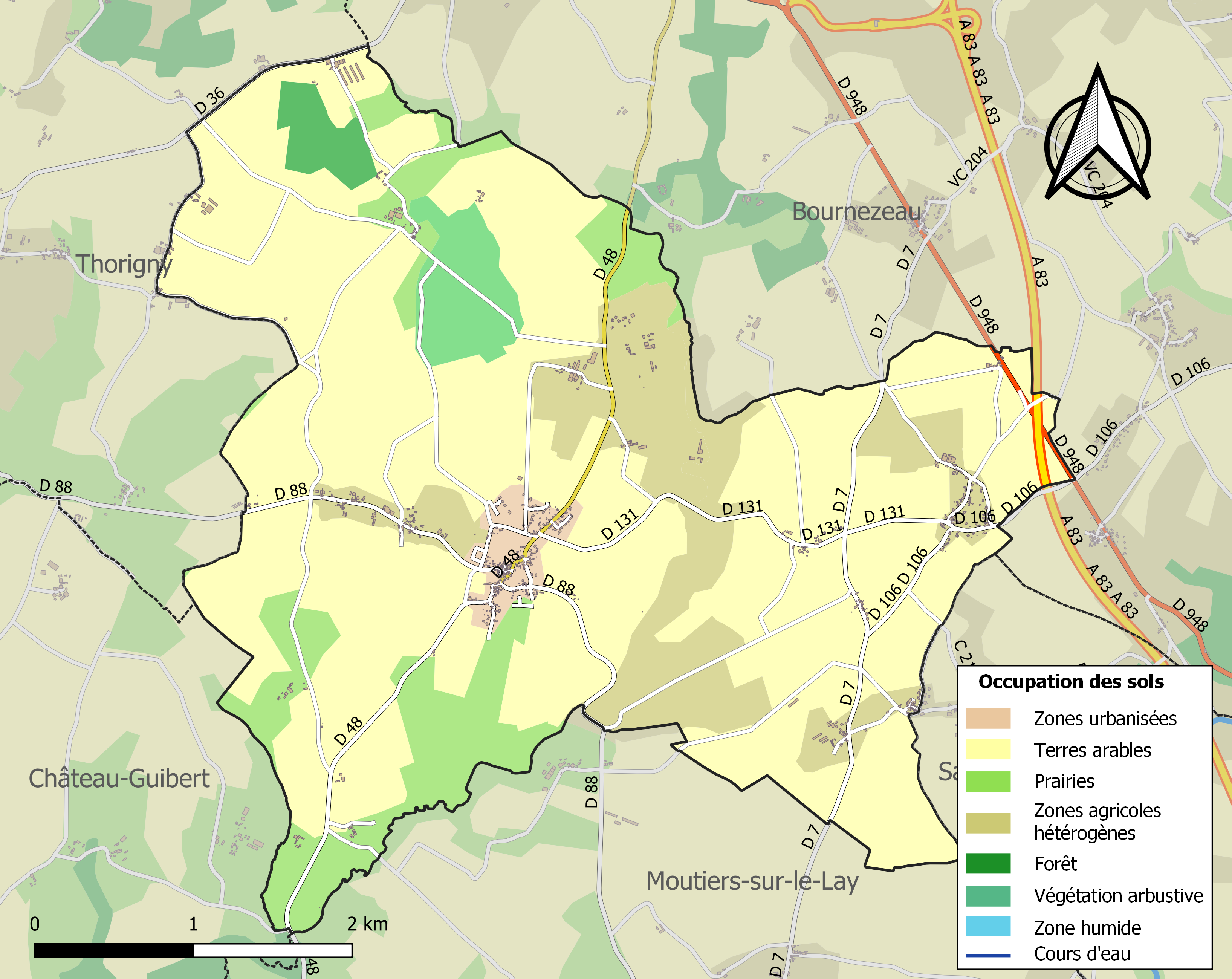
Carte des infrastructures et de l'occupation des sols de la commune en 2018 (CLC).

## Toponymie
Les Pineaux vient du latin pinus, le pin. Ici au pluriel, il peut qualifier une pinède.
Pour Saint-Ouen-des-Gâts, le déterminatif « gâts » désignait des terres en jachère ou incultes ; ce mot vient du latin vastus qui signifie « ravagé, ruiné, désolé ».

## Histoire
Entre 1806 et 1820, la commune absorbe celle voisine de Saint-Ouen-des-Gâts, peuplée, au recensement de 1806, de 141 habitants ; cette commune porta, durant la Révolution, le nom de Les Gâts.

### Les Pineaux ou les Pineaux-Saint-Ouen?
À partir de 1800, lorsque les autorités communales sont rétablies en Vendée, les Pineaux et Saint-Ouen-des-Gâts sont dirigées par le même maire, Jean Daniel-Lacombe, maire de 1800 à 1816. Celui-ci se présente comme le « maire de la commune des Pineaux et Saint-Ouen réunis ». Après 1812, probablement en 1820, la fusion des deux communes est officialisée sous le seul nom des Pineaux, mais l'usage est, dès le XIXe siècle, de l'appeler « les Pineaux-Saint-Ouen ». En 1950, la municipalité demande que la commune soit ainsi nommée mais le Conseil d'État le lui refuse en 1956.

### Les Pineaux
Si l'église des Pineaux (de Pinellis en latin), dépendant de l'abbaye de Saint-Michel-en-l'Herm, n'est citée pour la première fois que vers 1300, ses parties anciennes montrent une construction du XIe – XIIe siècle. Les Pineaux étaient le siège de l'une des trois châtellenies de la seigneurie de Bournezeau (puis marquisat de Creil-Bournezeau). Durant la guerre de Vendée, le bourg est en grande partie détruit par les troupes républicaines. L'église est incendiée puis vendue. Elle sera rachetée quelques années plus tard (avant 1820) par la commune qui fait reconstruire le toit ; le culte y est alors rétabli.

### Ancienne commune de Saint-Ouen-des-Gâts
Comme pour les Pineaux, les vestiges de l'église du prieuré montrent une construction du XIe siècle, mais la première trace écrite du lieu est la matrice du sceau du prieur de Saint-Ouen datant du XIIIe siècle. Dès le XVIe siècle, il est attesté que le prieur était également le curé de la paroisse. En 1790, une commune est créée sur le territoire de cette paroisse : il s'agissait de la partie de l'actuelle commune des Pineaux située à l'est de la Doulay. Pendant la guerre de Vendée, comme les Pineaux, Saint-Ouen se trouve en territoire insurgé. Le 29 mars 1794 (9 germinal an II), une colonne républicaine incendie le bourg. Après la Révolution, la paroisse n'est pas rétablie, l'église et la cure en ruines sont vendues. L'ancienne église, de plan rectangulaire, devient une grange. Il en reste aujourd'hui quelques murs. La commune est de facto réunie à celle des Pineaux en 1800, et de jure probablement en 1820. Un observateur du deuxième quart du XIXe siècle fait une description d'un Saint-Ouen fort misérable : selon lui, seulement un tiers de la population, les métayers, vit correctement, le reste des habitants vivant dans une grande pauvreté, les enfants allant parfois mendier dans les fermes et les adultes allant voler du bois ; il affirme que « les loups causent de grands dommages ». À la fin du XIXe siècle, un nouvel observateur affirme que ce passé misérable n'est plus qu'un lointain souvenir.

## Politique et administration

### Liste des maires
| Période                                  | Période     | Identité               | Étiquette | Qualité                                |
| ---------------------------------------- | ----------- | ---------------------- | --------- | -------------------------------------- |
| Les données manquantes sont à compléter. |             |                        |           |                                        |
| mars 1983                                | juin 1995   | Michel Grolleau        |           | Directeur de laiterie                  |
| juin 1995                                | mars 2001   | René Speder            |           |                                        |
| mars 2001                                | mars 2008   | Pierre-Marie Blanchard | DVD       | Premier adjoint au maire (1995 → 2001) |
| mars 2008                                | 18 mai 2020 | Gérard Guyau           |           | Retraité agricole                      |
| 18 mai 2020                              | En cours    | Pascal Paquereau       |           | Artisan                                |

## Population et société

### Démographie

#### Évolution démographique
L'évolution du nombre d'habitants est connue à travers les recensements de la population effectués dans la commune depuis 1800. Pour les communes de moins de 10 000 habitants, une enquête de recensement portant sur toute la population est réalisée tous les cinq ans, les populations de référence des années intermédiaires étant quant à elles estimées par interpolation ou extrapolation. Pour la commune, le premier recensement exhaustif entrant dans le cadre du nouveau dispositif a été réalisé en 2007.

En 2022, la commune comptait 678 habitants, en évolution de +8,31 % par rapport à 2016 (Vendée : +5,33 %, France hors Mayotte : +2,11 %).
| 1800 | 1806 | 1821 | 1831 | 1836 | 1841 | 1846 | 1851 | 1856 |
| ---- | ---- | ---- | ---- | ---- | ---- | ---- | ---- | ---- |
| 205  | 289  | 522  | 587  | 613  | 635  | 658  | 707  | 716  |

| 1861 | 1866 | 1872 | 1876 | 1881 | 1886 | 1891 | 1896 | 1901 |
| ---- | ---- | ---- | ---- | ---- | ---- | ---- | ---- | ---- |
| 696  | 760  | 813  | 815  | 783  | 843  | 853  | 818  | 832  |

| 1906 | 1911 | 1921 | 1926 | 1931 | 1936 | 1946 | 1954 | 1962 |
| ---- | ---- | ---- | ---- | ---- | ---- | ---- | ---- | ---- |
| 796  | 756  | 670  | 640  | 634  | 631  | 628  | 581  | 567  |

| 1968 | 1975 | 1982 | 1990 | 1999 | 2006 | 2007 | 2012 | 2017 |
| ---- | ---- | ---- | ---- | ---- | ---- | ---- | ---- | ---- |
| 509  | 440  | 409  | 421  | 448  | 537  | 550  | 608  | 632  |

| 2022 | - | - | - | - | - | - | - | - |
| ---- | - | - | - | - | - | - | - | - |
| 678  | - | - | - | - | - | - | - | - |

#### Pyramide des âges
En 2018, le taux de personnes d'un âge inférieur à 30 ans s'élève à 40,6 %, soit au-dessus de la moyenne départementale (31,6 %). À l'inverse, le taux de personnes d'âge supérieur à 60 ans est de 18,1 % la même année, alors qu'il est de 31,0 % au niveau départemental.
En 2018, la commune comptait 335 hommes pour 316 femmes, soit un taux de 51,46 % d'hommes, largement supérieur au taux départemental (48,84 %).
Les pyramides des âges de la commune et du département s'établissent comme suit.
| Hommes | Classe d’âge | Femmes |
| ------ | ------------ | ------ |
| 0,0    | 90 ou +      | 0,6    |
| 3,4    | 75-89 ans    | 8,4    |
| 13,5   | 60-74 ans    | 10,4   |
| 17,5   | 45-59 ans    | 15,6   |
| 26,5   | 30-44 ans    | 22,9   |
| 12,6   | 15-29 ans    | 13,3   |
| 26,6   | 0-14 ans     | 28,8   |

| Hommes | Classe d’âge | Femmes |
| ------ | ------------ | ------ |
| 0,8    | 90 ou +      | 2,2    |
| 8,7    | 75-89 ans    | 11,1   |
| 20,3   | 60-74 ans    | 21,3   |
| 20     | 45-59 ans    | 19,4   |
| 17,5   | 30-44 ans    | 16,8   |
| 15     | 15-29 ans    | 13,2   |
| 17,7   | 0-14 ans     | 16,1   |

## Lieux et monuments
L'église Notre-Dame-de-l'Assomption.